# بني بزوز (بني منصور)
بني بزوز هي إحدى مشيخات المملكة المغربية، تتبع جغرافيا لإقليم شفشاون وإداريًا لبني منصور. يقدر عدد سكانها بـ 3646 نسمة حسب الإحصاء الرسمي للسكان والسكنى لسنة 2004.